# Prélude et fugue en ut majeur (BWV 846)
Le Clavier bien tempéré I
Pour un article plus général, voir Le Clavier bien tempéré.
Le prélude et fugue en ut majeur (BWV 846) est le premier couple de préludes et fugues du premier livre du Clavier bien tempéré de Jean-Sébastien Bach, compilé vers 1722.
La popularité du prélude ne doit rien cacher de sa perfection qui, malgré son apparente simplicité, est issu de plusieurs remaniements de la part du compositeur. Beaucoup moins populaire, la fugue à quatre voix, classique, parfaite et majestueuse, est un modèle de fugue à strettes.

## Prélude
Le prélude, noté , comporte 35 mesures. 
Le prélude, tout en arpèges, permet de fournir, à des fins expressives, un son continu sur un instrument à cordes. C'est l'expressivité du style brisé des clavecinistes français du XVIIe siècle. Mais si la mélodie portait le principal de l'expression, ici, chez Bach, il n'y a pas de mélodie individuelle affirmée, mais une structure harmonique — telles les dissonances des accords de septième (mesures 8 et 16) qui ont une fonction structurelle, en donnant l'impulsion au changement de tonalité. Sous ces accords arpégés, Bach cache une harmonie à cinq voix, dans laquelle chaque cellule de quatre mesures constitue une séquence, sauf mesure 21–22 où lors d'un passage chromatique, Bach ramasse à trois mesures la séquence. Schwencke, surpris de cette anomalie métrique, a rajouté une mesure, publiée par une lignée d'éditions au XIXe siècle.

## Fugue
La fugue à quatre voix, notée , est longue de 27 mesures.
Le sujet est composé de 14 notes, chiffre bachien par excellence (cf. les 14 canons BWV 1087 ; la quatorzième place dans la société Mizler), égal à la somme des lettres de Bach : 14 (a = 1 ; b = 2 ; c = 3 ; h = 8). 
Il est articulé en deux sections, dans un dessin très sûr, partant de la tonique, il atteint la sixte (hexacorde) puis redescend vers la tonique par des doubles-croches accentuant la force contenue en quelques notes.
La fugue, « majestueuse, très parfaite, très classique, est un modèle de fugue à strettes ». Elle est nettement articulée en deux sections, coupées (mesure 14) par une cadence en la mineur. Dans l'exposition, chose exceptionnelle, Bach fait se succéder dux-comes-comes-dux (alto, soprano, ténor, basse), ignorant superbement les règles de la fugue d'école — aucune fugue du Clavier bien tempéré d'ailleurs ne s'y pliant tout à fait. Les premiers canons dès la mesure 7, sont à la quinte, à un temps de décalage.
La seconde section commence tout en canons et donne vie au sujet apparemment placide, mais sur d'autres degrés : octave, septième, sixte et quarte, avec un décalage plus large, après la quatrième croche du sujet. Les quatre dernières mesures, apaisées, font sonner le sujet sur une pédale de tonique, où pour la première fois, le soprano atteint le do aigu.
Les 24 entrées du sujet tout au long de la fugue, semblent selon les commentateurs, une discrète allusion aux 24 tonalités que parcourt le présent livre. Ce qui explique l'entrée en strette dès la septième mesure pour faire tenir le tout dans une double page. Cette constante présence du sujet et de sa réponse, élimine de fait un contre-sujet stable. 
Le sujet démarre sur chaque degré de la gamme : parfois en tant que dux (sur do) ; parfois fois en tant que comes (sur sol) ; ainsi que sur ré, mi, la ; et sur fa et si.

## Genèse

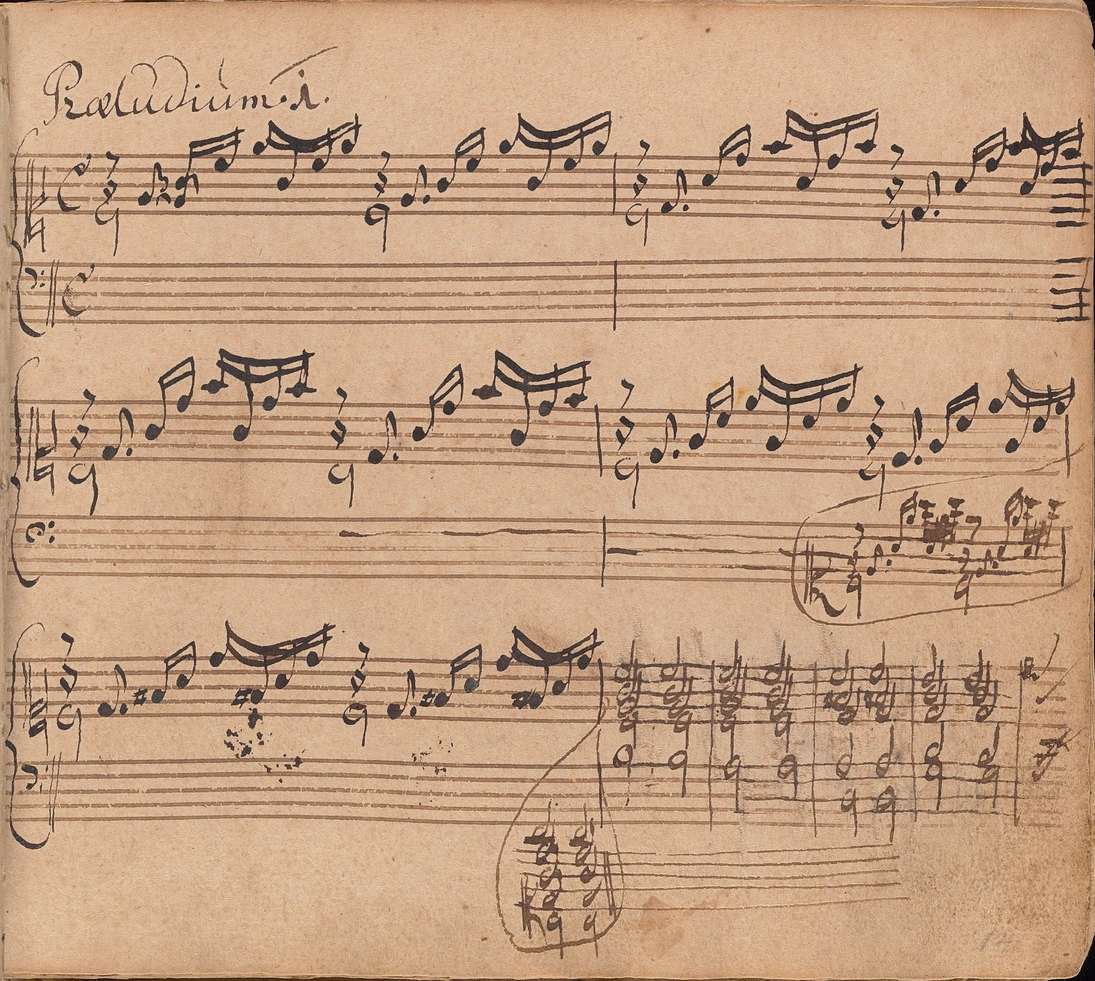
Le prélude en ut majeur, tel qu'il figure dans le Petit livre de Wilhelm Friedemann Bach (1720–1723). À la mesure 6, Bach abandonne l'écriture développée pour ne copier que les accords à cinq sons (seize autres mesures en accords finissent la pièce à la page suivante).

La simplicité apparente du prélude est le fruit d'un travail en trois étapes. Il existait dans un état antérieur plus court (23 mesures) qui figure dans une copie de Forkel, où la « mélodie » supérieure n'était pas encore dans son état définitif.
Une autre version de 27 mesures, est contenue dans le Clavierbüchlein de Wilhelm Friedemann Bach (no 14, premier prélude, identifié BWV 846a).
Pour la version définitive, Bach augmente le texte des deux pédales de dominante et de tonique après la mesure 23.
Le sujet primitif de la fugue était rythmé ainsi. 

## Relations
Les notes aiguës des sept premières mesures du prélude (mi, fa, fa, mi, la, ré, sol), constituent les notes essentielles du sujet.

## Origine
Le prélude arpégé est pratiqué couramment à l'époque baroque : par exemple, le prédécesseur de Bach à Leipzig, Johann Kuhnau en présente un en 1689 dans sa Neue Clavier-Übung, erster Theil publiée en 1689.
Le prélude de la suite Clio qui ouvre le Musicalischer Parnassus (1738) de Fischer, est très semblable au dessin du prélude de Bach.

## Postérité
Emmanuel Alois Förster (1748–1823) réalise un arrangement pour quatuor à cordes de la fugue, interprété notamment par le Quatuor Emerson.
En 1859, Gounod arrange le prélude avec voix de soprano, sur le texte de l’Ave Maria. Roland de Candé s'étonne : « Comment l'excellent Gounod a-t-il pu greffer sur ce chef-d'œuvre arachnéen la mélodie si platement romantique de son Ave Maria ? ». Pour Keller c'est une « interprétation irrespectueuse et romancée ».
Le premier Prélude de l'opus 28 de Frédéric Chopin porte la marque d'un hommage à celui de Bach.
Théodore Dubois en réalise une version pour piano à quatre mains, publiée en 1914.
Heitor Villa-Lobos en arrange la fugue pour un orchestre de violoncelles à la demande du violoniste Antonio Lysy et publié chez Max Eschig,. Il place le prélude no 22 en premier et alterne quatre fugues avec deux autres préludes : Fugue no 5 (livre I), Prélude no 14 (livre II), la présente Fugue no 1, Prélude et fugue no 8 (livre I), Fugue no 21 (livre I).
Dans le prélude du prélude et fugue en ut majeur, opus 87 (1951), Dmitri Chostakovitch rend un hommage évident au prélude de Bach. Le compositeur russe conserve une uniformité de la texture tout au long de la pièce, également à cinq voix, mais tout en accords.
En 1991, Maurane enregistre sa chanson Sur un prélude de Bach de Jean-Claude Vannier, développée autour de la mélodie du prélude, que le texte célèbre. 
L'humoriste Alexandre Astier, lors de son spectacle Que ma joie demeure ! (2012), mettant en scène une journée porte ouverte à Saint-Thomas, illustre différentes mesures au clavecin — à 3 temps, 5 temps, 7 temps et 15 temps — en prenant pour base le prélude.
Dimitri Naïditch réalise un arrangement jazz du prélude, qu'il enregistre pour le label New Time Classics, avec la complicité de Gilles Naturel, contrebasse et d'Arthur Alard, batterie (également avec le BWV 847 et d'autres œuvres de Bach).
Le groupe britannique Blackmore's Night utilise le début du prélude dans la chanson Now and Then de son album Under a Violet Moon de 1999.

## Cinéma
- 1987 : Bagdad Café de Percy Adlon — le prélude.
- 2011 : La Dame de fer de Phyllida Lloyd — le prélude, au générique de fin.